# يغموش بيضوي
يغموش بيضوي (الاسم العلمي:Amblyomma ovale) هو نوع من الحيوانات يتبع جنس اليغموش من فصيلة اللبوديات الصلبة.